# 외젠 이자이
외젠 오귀스테 이자이(Eugène-Auguste Ysaÿe, 1858년 7월 16일 ~ 1931년 5월 12일)은 벨기에의 비르투오소 바이올린 연주자이자 작곡가, 지휘자이다. 퀸 엘리자베스 콩쿠르가 이자이를 기념하기 위해 시작되었다. 프랑코-벨기에 사조의 바이올리니스트였다.

## 생애
리에주에서 태어나 5세 때부터 아버지에게 바이올린을 배웠다. 이자이는 아버지가 바이올린에 대해 알아야 할 모든 것을 가르쳐주었다고 회고한다. 1867년에 리에주 음악원에 들어가 음악을 배운다. 그 후 브뤼셀에서 앙리 비외탕를, 파리에서 헨리크 비에니아프스키를 사사한다. 프랑코-벨기에 사조의 바이올리니스트의 길을 걷기 시작했다.

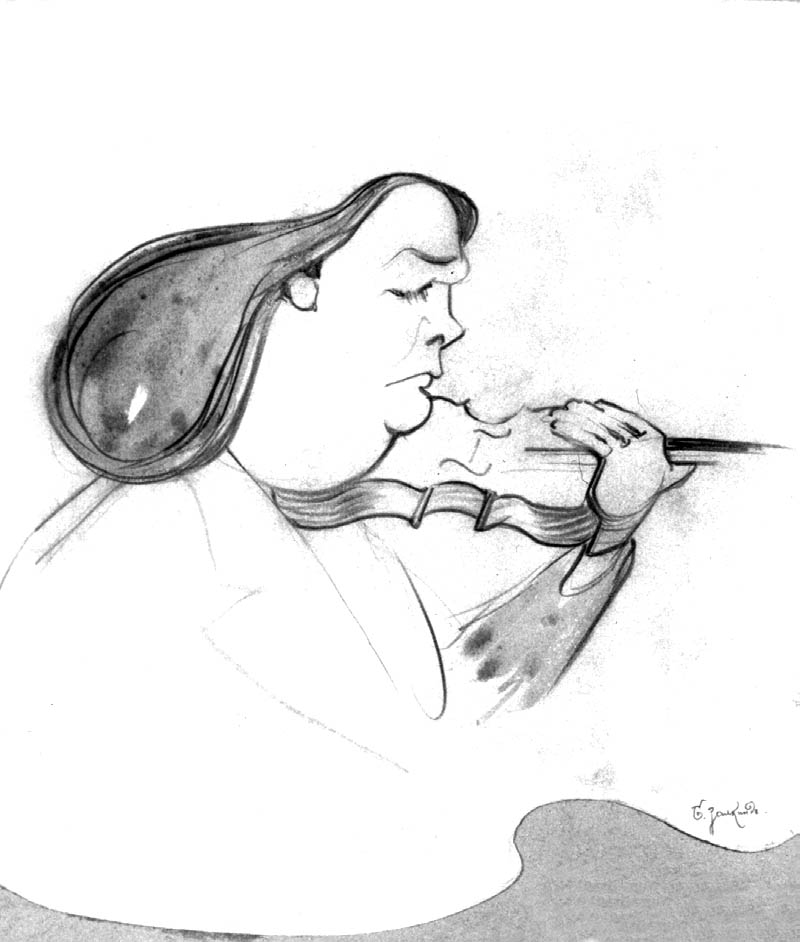
바이올린을 연주하는 이자이를 그린 1913년도의 삽화.

음악원을 졸업한 후 베를린 필하모니 관현악단의 전신인 벤야민 빌제 악단에서 악장직을 맡는다. 이 시기에 요제프 요아힘, 클라라 슈만, 프란츠 리스트, 그리고 나중에 함께 연주여행을 하게 되는 안톤 루빈스타인 등과 친교를 쌓는다.

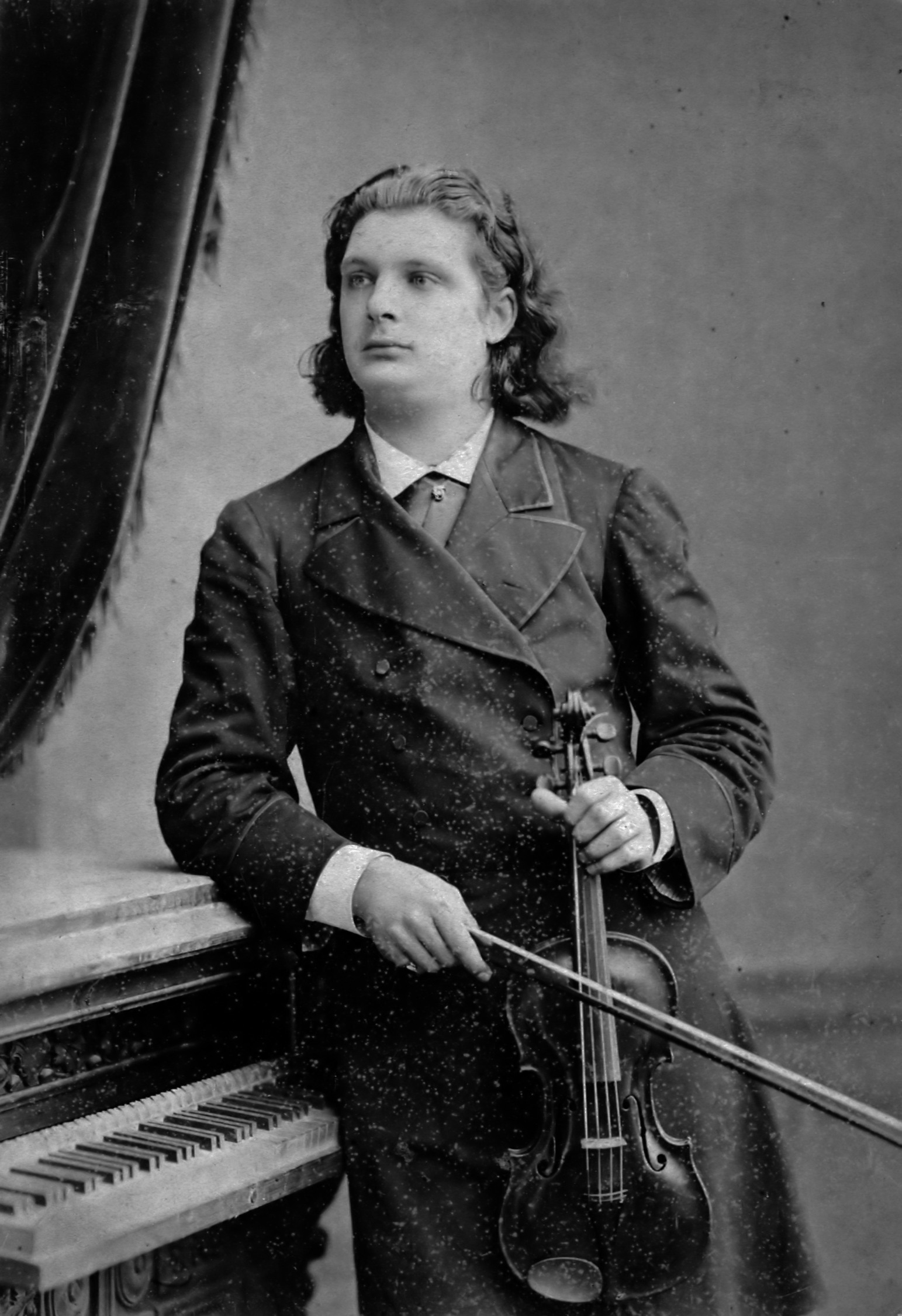
1883년 러시아에서의 모습

1885년 27세의 이자이는 콩세르 콜론과의 협연을 통해 결정적인 성공을 거두고, 이듬해 브뤼셀 음악원의 교수직을 맡는다. 윌리엄 프림로즈, 나단 밀슈타인, 제오르제 에네스쿠, 자크 티보 등이 여기서 이자이에게 바이올린을 배웠다.
테뉴어직을 얻은 후에 연주여행을 다닌다. 세자르 프랑크, 카미유 생상스, 에르네스트 쇼송 등이 이자이를 위해 작품을 써 주었다. 1886년 프랑크가 쓴 바이올린 소나타도 이자이의 결혼 선물로 작곡된 것이었다.
1931년 왼발을 절단할정도로 심각한 당뇨로 인해 브뤼셀의 자택에서 사망했다. 유해는 브뤼셀의 이셀레스 묘지에 묻혔다.